# 亚历山大·科尔钦斯基
亚历山大·列昂尼多维奇·科尔钦斯基（俄语：Алекса́ндр Леони́дович Колчи́нский，1955年2月20日—2002年7月16日），苏联古典式摔跤运动员，两届奥运会冠军（1976年和1980年），苏联荣誉体育大师（1976年）。

## 生平
1955 年出生于基辅。11岁半的时候，他开始游泳，但在教练的建议下，他转而从事摔跤。
1971年和1973年，他成为世界青年锦标赛银牌得主，1974年，他赢得欧洲青年锦标赛冠军，五次赢得苏联青年锦标赛冠军。
世界冠军（1978年），世界杯冠军（1980年），世界锦标赛银牌得主（1975年，1977年，1979年），欧洲锦标赛银牌得主（1976年，1977年），欧洲锦标赛铜牌得主（1975年），五次苏联冠军（1974年、1976年、1977年、1978年、1979年、1980年），11次各种国际锦标赛冠军。
劳动红旗骑士勋章（1980）和荣誉勋章勋章（1976）。
1994年，他因乌克兰刑法第86条“敲诈勒索国家或集体财产”被判处七年徒刑，1996年被乌克兰总统令赦免。他是全乌克兰促进体育文化和体育运动“奥林匹克储备”慈善基金会的负责人和创始人之一。在他生命的最后几年，亚历山大·科尔钦斯基领导着基辅加斯体育俱乐部。
2002年他在基辅去世，葬于索夫斯科耶公墓。
纪念亚历山大·科尔钦斯基的国际青少年古典式摔跤锦标赛正在基辅举行。